# Gatufotografi

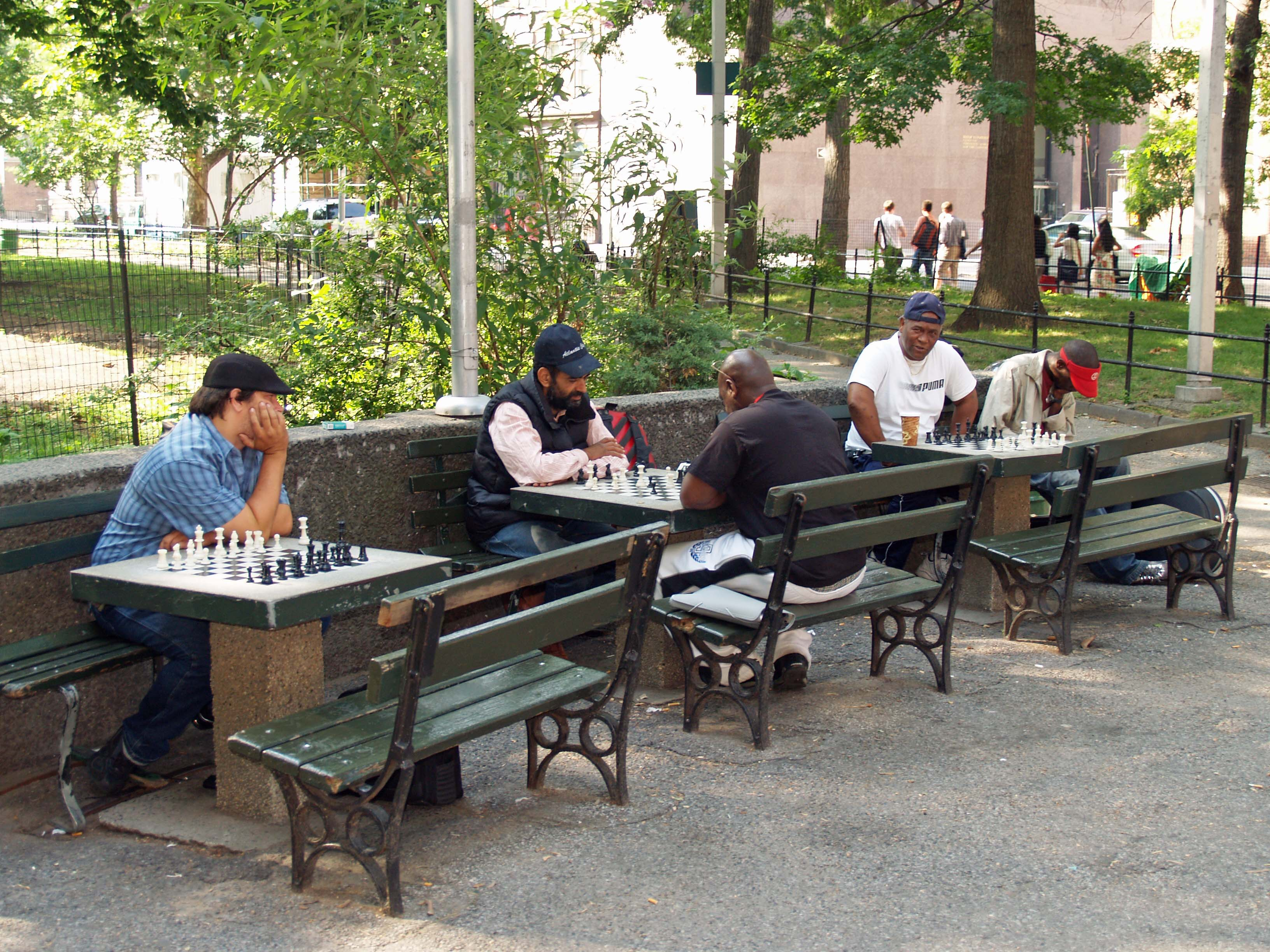
Schackspelare i Washington Square Park, exempel på gatufotografi.

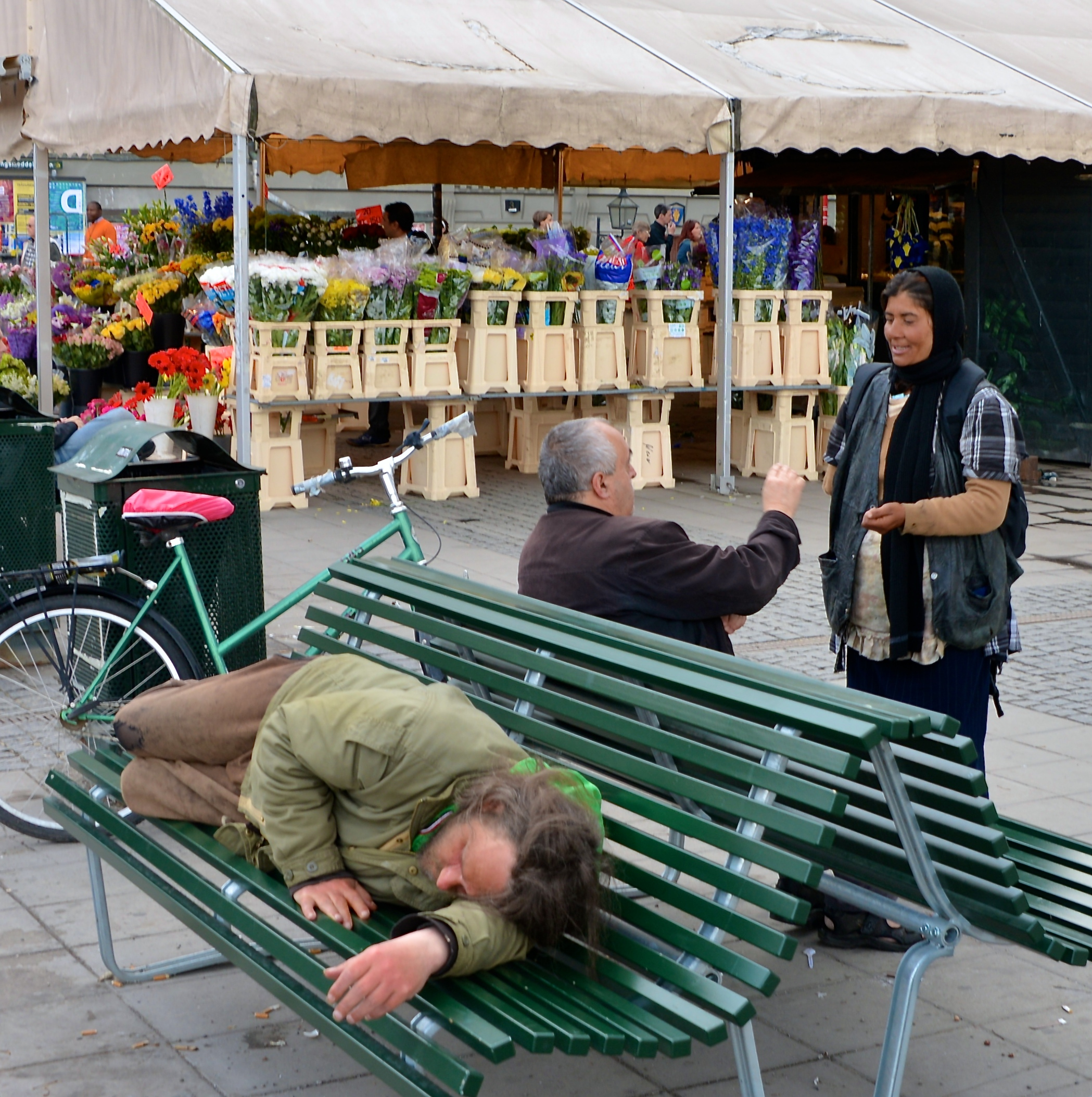
Gatufotografi från Stockholm.

Gatufotografi är en form av dokumentärfotografi där fotografen och objektet befinner sig i verkliga situationer i offentliga rum såsom gator, parker, stränder, gallerior eller politiska möten. 
Gatufotografi kräver dock inte närvaro av en gata, människor eller stadsmiljön, den Engelska definitionen säger det bäst. "The subject of the photograph might be absent of people and can be object or environment where the image projects a decidedly human character in facsimile or aesthetic". 
Gatufotografi använder sig av den rena fotografins tekniker på så sätt att den visar upp en objektiv, ren bild av något (bildligt sett en "spegling av samhället"). Många av gatufotografins klassiska verk skapades under perioden mellan ungefär 1890 och 1975 och sammanföll med införandet av bärbara kameror, särskilt mätsökarkameror som använder småbildsformatet. Utvecklingen av allt mer avancerade och lätthanterliga digitalkameror, inte minst mobiltelefonkameror, har gjort gatufotografi populärt. I många städer arrangeras gatufoto "i grupp", så kallade fotopromenader som ibland samlar upp mot ett hundratal deltagare eller fler.
Klassiska utövare av gatufotografi är bland andra Henri Cartier-Bresson, Weegee, Robert Frank, Alfred Eisenstaedt, W. Eugene Smith, William Eggleston, Brassaї, Willy Ronis, Robert Doisneau, Garry Winogrand, Vivian Maier Hildegard Ochse och Manuel Rivera-Ortiz. 
Av svenska fotografer hittar vi bland andra Christer Strömholm, Anders Petersen, Micke Berg och Ralph Nykvist, vars dokumentärfoto väl ryms i genren gatufotografi.
En fråga som väckts av gatufotografin är huruvida fotografers rättigheter bör stå över de avbildade personernas rätt till personlig integritet. En annan är gränsdragningen mellan autenticitet och arrangerade bilder - så har några av Doisneaus klassiska Parisbilder i efterhand visat sig vara arrangerade av fotografen och genomförda med anlitade modeller. 